# 紀元前190年
紀元前190年（きげんぜん190ねん）は、ローマ暦の年である。ローマ建国紀元564年、ルキウス・コルネリウス・スキピオ・アシアティクスとガイウス・ラエリウスが執政官の年。

## 他の紀年法
- 干支 : 辛亥
- 日本
  - 孝元天皇25年
  - 皇紀471年
- 中国
  - 前漢 : 恵帝5年
- 朝鮮
  - 檀紀2144年
- 仏滅紀元 : 355年
- ユダヤ暦 : 3571年 - 3572年

## できごと

### ギリシア
- 共和政ローマと同盟したロドス島及びペルガモン艦隊と、セレウコス朝の艦隊との間でエウリュメドン川の戦いが勃発した。セレウコス朝の軍はカルタゴのハンニバルに率いられていたが、ロドス島の同盟軍が勝利し、ハンニバルは敗走した。
- マケドニア王国のピリッポス5世がバルカン半島の敵に対抗するためローマを支援し、貢ぎ物を送ったため、長年ローマに人質として囚われていた息子のデメトリオスを返してもらうことができた。

### 共和政ローマ
- 執政官スキピオ・アシアティクスは、ギリシアでアンティオコス3世 (セレウコス朝)と戦うインペリウム（指揮権）を得て、マグネシアの戦いに勝利した[1]。兄のスキピオ・アフリカヌスがレガトゥス（副官）として、外交・軍事面でサポートした[2]。
- プラエトル（法務官）ルキウス・アエミリウス・レギッルスは、ミョンネッススの戦いでアンティオコスの艦隊を撃破した[1]。
- プロコンスル（前執政官）マニウス・アキリウス・グラブリオは、スキピオ・アシアティクスの到着を待って帰国し、凱旋式を挙行した[3]。
- プロコンスルのルキウス・アエミリウス・パウッルス・マケドニクスがルシタニア人に敗北した[4]。
- プラケンティアとクレモナに入植者が追加された[5]。

### セレウコス朝
- 共和政ローマからの脅威が増し、アンティオコス3世はローマの要求に基づいて交渉をしようとした。ローマ側はトロス山脈の西側を手放すように要求したが、アンティオコス3世が拒否すると、リディアの平原でマグネシアの戦いが勃発した。ローマ側が勝利し、セレウコス朝はギリシアの支配権を失った。
- アンティオコス3世が敗北すると、アルメニアのサトラップであるアルタクセス1世とザリアドレスは、セレウコス朝からの独立を宣言した。ローマの承認を経て、彼らはそれぞれアルメニア王国と小アルメニア王国の王になった。アルタクセス1世はセヴァン湖のそばに首都アルタシャトを建設した。
- ローマ軍に加勢した見返りに、エウメネス2世ソテルは大きな領土を与えられた。エウメネス2世はゲリボル半島とセレウコス朝が支配していたアナトリアの大部分の支配権を得た。

### 芸術
- サモトラキ島のニーケー像が作られた。これは1863年に発見され、現在はパリのルーブル美術館に収蔵されている。

## 誕生
- ヒッパルコス、ギリシアの天文学者、地理学者、数学者（+ 紀元前120年）
- コルネリア・アフリカナ、スキピオ・アフリカヌスの娘、グラックス兄弟の母（+ 紀元前100年）

## 死去
- ペルガのアポロニウス、ギリシアの天文学者、地理学者、数学者（* 紀元前262年）
- 曹参、前漢創設功労者のひとり、相国（* 生年不明）